# Synagoga w Broku
Synagoga w Broku – drewniana, zbudowana w XIX wieku, przy ulicy Pułtuskiej. Podczas II wojny światowej, w 1939 roku, hitlerowcy spalili synagogę. Po wojnie budynku synagogi nie odbudowano.